# Pterocephalidium diandrum
Pterocephalidium diandrum là một loài thực vật có hoa trong họ Kim ngân. Loài này được (Lag.) G. López miêu tả khoa học đầu tiên năm 1987.